# Shuriken
Shuriken（しゅりけん）は、ジャストシステムが開発・販売していた電子メールクライアントである。2022年（令和4年）2月にコンシューマー向け製品の販売を終了、9月末には法人向け仕様のShuriken Proシリーズの販売も終了した。当初は同社の主力コンシューマー製品に同梱される付属ソフト（バンドルソフトウェア）であった。
オリジナルのHTMLレンダリングエンジンや、日本語形態素解析技術を応用した学習型迷惑メールフィルターなどの独自技術を搭載。画面の配色等をカスタマイズ出来る点も特徴のひとつである。

## 歴史

### バンドルソフト時代
1998年（平成10年）7月30日、ジャストシステム製ワープロソフト「一太郎Lite」の付属ソフトとして登場した。一太郎Lite発表時は「J-Mailer（仮称）」という名前であったが、一太郎Lite発売時には「Shuriken」が正式名称となる。同年9月に発売された「一太郎9」以降、同社のアプリケーションやオフィススイートJustsystem Officeなどの製品にバンドルされ、無料で使用可能であった。Shurikenのみを単体で入手して使用する事は不可能であり、安価に入手する方法としては書籍「超お手軽年賀状ブック」2002・2003年版を購入（980円＋消費税）し付属CD-ROMに収録の「楽々はがき年賀状限定版」内のShuriken2.2を使用するという方法があった。
1995年（平成7年）に登場した同社製電子メールクライアント「JustMail」およびPIMソフトの「FullBand」を刷新し、インターネットブラウザ「JustView3.0」系のレンダリングエンジンを用いてHTMLメールの送受信に対応。複数アカウントを管理しやすい3ペイン形式の画面デザインを採用しながら、低スペックなコンピュータでも比較的軽快・高速に動作するのも特徴であった。
1999年（平成11年）2月19日、オフィススイート「Justsystem Office9」へのバンドル版から「Shuriken 2.0」となる。「Shuriken」（1.x系）で見送られていたマルチユーザー対応が実装され、新開発のスケジュールソフト「Sasuke」との連携機能を追加、APOPに対応した。バンドル元のソフトウェアによっては米IBM社の音声認識技術「ViaVoice」によるボイスコマンド操作に対応したバージョン（Shuriken2.1V/2.11V）が収録される。
2000年（平成12年）の「Shuriken Pro」発売以降はProシリーズの開発に注力し、2002年（平成14年）10月発売の「一太郎Lite2/R.2」を最後に製品へのバンドルは打ち切られた。バンドルソフト版での最終バージョンは、2002年（平成14年）8月に公開されたセキュリティアップデータを適用する事で得られる「Shuriken 2.21」であった。このアップデータは1.x系のShurikenにも適用可能で、それらも等しく2.21にアップされた。ただし、ボイス機能を搭載した「Shuriken2.1V/2.11V」向けアップデータのダウンロードは用意されず、通常版およびProへの乗換が推奨された。

### 旧・「Pro」シリーズ
2000年（平成12年）3月10日、Shuriken Pro発売。Just My Shopなどでのオンライン販売のみながら、単体のソフトウェアとして独立を果たした。当時の標準価格は5,800円（消費税別）。
Palmデバイス等との連携や画面デザインのカスタマイズ機能、送受信時のアニメーション表示などを追加。宛先に携帯電話、PHS等で使われるドメインを指定した際、各キャリアによって異なる受信可能文字数をオーバーする場合に本文の再編集を行うか分割して送信するかを選択できる機能や、PostPetのメールを検知してサーバに残すよう設定できるなど国産電子メールクライアントらしく日本国内のニーズにきめ細かく対応。日経BP社の「第13回190万読者が選ぶパソコン・ベスト・ソフト」で「日経モバイル エディターズ・チョイス賞」を受賞した。
同年12月1日、Shuriken Pro/R.2発売。パッケージ版の店頭販売がスタート。Palmデバイスの対応機種増加や連携機能の強化、画面デザインのカスタマイズ用ツール「Shurikenデザイナー」の追加など。Shuriken Pro使用者にはPro/R.2相当へのアップデータが無償ダウンロードにより提供された。
2002年（平成14年）4月24日、Shuriken Pro2発売。SMTP認証他、使い勝手・操作性の向上を主眼においたバージョンアップ。Windows 95が動作対象外となる。パソコン入門誌ASAHIパソコン No.315 7.15号の特集に掲載されたウイルス感染実験では、添付ファイルであるウイルス本体をユーザ自身が直接実行しない限り感染しない、として安全性の高さを評価された。
2003年（平成15年）3月20日、Shuriken Pro3発売。S/MIME、IMAP4、LDAP、多言語メールへの対応、メールボックスとアドレス帳の暗号化保存など、ビジネスシーンでの利用を重視した機能追加。企業向けの一括導入・集中管理に適した「Corporate Edition」の他、ベリサイン社による電子証明書とのセット販売やインターネットブラウザ「Opera 7 日本語版」とのコラボレーションパックなど多くの販売形態が存在した。
2004年（平成16年）6月11日、Shuriken Pro3/R.2発売。Pro3で導入した新機能の使い勝手向上などの改良。Shuriken Pro3使用者にはPro3/R.2相当へのアップデータが無償ダウンロードにより提供された。
2005年（平成17年）3月11日、Shuriken Pro4発売。「ToDoバンク機能」、「POP3/IMAP4/SMTP/LDAP over SSL対応」、「迷惑メール対策機能（アドレス、見出しを入力してフィルタリングを行う）」「アップデートモジュール自動検索」などが追加。
同年11月11日、Shuriken Pro4/R.2発売。迷惑メール対策機能に学習型迷惑メールフィルターが追加される。2006年（平成18年）のベクタープロレジ大賞でインターネット部門賞を受賞した。。Shuriken Pro4使用者にはPro4/R.2相当へのアップデータが無償ダウンロードにより提供された。

### 「2007」以降
2007年（平成19年）3月9日、Shuriken 2007 (7)発売。製品名からProの文字が消えた。Windows Vistaに合わせてインターフェースデザインを全面改良。Proシリーズで搭載していたデザインのカスタマイズ機能はカラーバリエーション機能へ移行し縮小。着信監視中、新着メールが迷惑メールのみの場合は報告を行わない設定が追加された。Windows 98、Meが動作対象外となる。同日発売されたオフィススイート「JUST Suite 2007」使用者は無償ダウンロードによりPro4/R.2からのバージョンアップが可能である。価格比較ウェブサイト「価格.com」プロダクトアワード2007のインターネット・セキュリティ部門賞で銀賞を受賞した。
2008年（平成20年）2月8日、Shuriken 2008 (8)発売。同日発売のオフィススイート「JUST Suite 2008」にも収録された。フォルダウォッチ機能を追加。学習型迷惑メールフィルターの二重化、一部の確認メッセージを非表示にするオプション選択肢の付加、セキュリティの更なる強化や2007でいったん縮小した画面カスタマイズ機能の再充実（登録ユーザ向けに新「Shurikenデザイナー」を無償ダウンロードで提供）などの使い勝手向上が図られた。
2009年（平成21年）3月13日、Shuriken 2009 (9)発売。同年2月発売のオフィススイート「JUST Suite 2009」の使用者は無償ダウンロードにより2008からのバージョンアップが可能である。Unicodeに対応しメール内での複数言語の混在表示が可能となるほか、迷惑メールフィルターやフォルダウォッチの機能強化、1メールボックスにつき2GBまでの容量制限の緩和、Mozilla Thunderbirdからのメール移行への対応（アカウント設定の移行は未対応）、メールの分割送信（RFC2046準拠）機能などが追加。ネットブック向けのソフトウェアパッケージ「JustSystems ミニPCパック」にも収録された。11月27日にはShurikenの学習型迷惑メールフィルター技術を応用した法人向けのウェブフィルタリングソフト「Tri-De」が発売。
2010年（平成22年）2月5日、Shuriken 2010 (10)発売。同日発売のオフィススイート「JUST Suite 2010」にも収録。Windows 2000が動作対象外となる。主要各社のWebメールに対応、メール画面への付箋機能の追加、HTMLメールの表示に於いて従来の独自開発によるレンダリングエンジンとInternet Explorerのエンジンとを切り替える事が可能になる他、HTMLメールの作成・編集機能が強化された。
2010年（平成22年）5月21日、Shuriken 2010から「付箋」「フォルダウォッチ」「ToDoバンク」機能を省略し、歴史イラストレーター諏訪原寛幸の作画による戦国武将8人の背景デザインや歴史アイドル美甘子・俳優唐橋充のセリフ等による効果音を施したスピンオフ作品的な電子メールクライアント「歴史メール 戦国武将の密書」・「歴史メール 幕末志士の密書」が発売。
2011年（平成23年）2月10日発売の「一太郎ポータブル with oreplug」には、USBメモリー上で動作する専用のエディション「Shuriken Portable」が搭載されていた。また同日発売の統合オフィスソフト「一太郎2011 創 プレミアム / スーパープレミアム」には、Shuriken 2010 [音声読み上げ対応版] が収録され、同梱のソフト「詠太」による音声の読み上げが可能となった。
2012年（平成24年）2月10日、Shuriken 2012 (11)発売。2年ぶりの新版となる。同日発売の統合オフィスソフト「一太郎2012 承 プレミアム / スーパープレミアム」にも収録。指定したキーワードや差出人メールアドレスを登録しておくと、該当するメールを受信した際にポップアップ表示出来る「Shurikenアテンション」機能、基本機能のみに絞ったメニュー画面「シンプル画面モード」が追加。印刷機能の強化が図られた一方、ジャストシステムがカスペルスキー・ラボ製品の取扱を打ち切ったことからKasperskyアンチスパムとの連携機能が削除されている。2013年（平成25年）2月発売の「一太郎2013 玄 プレミアム / スーパープレミアム」には2012が引き続き収録された。
2014年（平成26年）2月7日、Shuriken 2014 (13)発売。同日発売の統合オフィスソフト「一太郎2014 徹 プレミアム / スーパープレミアム」にも収録される。個人ユーザー向けとしては2年ぶりの新版。PCディスプレイの高解像度化・ワイド画面化に対応して表示レイアウトを変更、31種類1160の文例から適切な言い回しを選べる文例呼び出し、一太郎2014 徹との連携による文章校正機能などを追加した。2015年（平成27年）2月6日発売の「一太郎2015 スーパープレミアム 30周年記念パック / プレミアム」にも2014が引き続き収録された。
2016年（平成28年）2月5日、Shuriken 2016 (14)発売。個人ユーザー向けとしては2年ぶりの新版で、Windows XPが動作対象外となる。変更点は「送信メールチェック」機能の充実、ドコモメールの受信対応、OAuth2.0認証方式対応によるGmail設定の簡略化など。統合オフィスソフト「一太郎2016 プレミアム / スーパープレミアム」および2017年（平成29年）2月発売の「一太郎2017 プレミアム / スーパープレミアム」に収録された。
2018年（平成30年）2月9日、Shuriken 2018(16)発売。個人ユーザー向けとしては2年ぶりの新版で、Windows Vistaが動作対象外となる。変更点はWindowsのセキュリティ対策ZoneIDへの対応やS/MIMEのセキュリティ向上、新作背景デザインの追加、4Kディスプレイなどの高精細画面への対応など。統合オフィスソフト「一太郎2018 プレミアム / スーパープレミアム」にも収録された。2012以降2年ごとに一太郎の発売時期に合わせてメジャーバージョンアップを行っていたが、2020年（令和2年）のバージョンアップは行われず、同年2月の「一太郎2020 プラチナ [35周年記念版]」にも継続して「Shuriken 2018」が搭載された。翌年の「一太郎2021 プラチナ」以降はShuriken自体が搭載されていない。また、Shuriken 2018単体の販売は2022年（令和4年）2月9日をもって終了し、製品情報ページも削除された。

### 「Pro」シリーズ
2013年（平成25年）2月28日、Shuriken Pro 5 発売。「Shuriken 2012CE」の後継として法人ユーザー向けのエディションを独立させたものであり、2005年（平成17年）に発売したPro4の直接の後継ではない。単体での販売の他、法人ユーザー向けオフィス統合ソフトJUST Office2のStandardエディションにも収録された。
2016年（平成28年）4月8日、Shuriken Pro 6が発売。法人ユーザー向けとしては3年ぶりの新版。2016と同様「送信メールチェック」機能の充実などを図った。法人向けオフィス統合ソフト「JUST Office 3」 のR.2およびR.3のStandardエディションでは使用権のみが与えられ、インストールメディアを別途購入する必要がある。
2018年（平成30年）6月8日、Shuriken Pro 7 が発売。法人ユーザー向けとしては2年ぶりの新版。改良点は2018とほぼ同様。法人向けオフィス統合ソフト「JUST Office 4」およびR.2 のStandardエディション、官公庁・自治体向けの「JUST Government 4」、警察機関向け「JUST Police 4」では使用権のみが与えられ、インストールメディアを別途購入する必要がある。
2022年（令和4年）9月30日に販売終了した。

## 特徴

### 長所
- 形態素解析により日本語メールの本文内容を詳細に判定できる学習型迷惑メールフィルターを搭載。
- 「付箋」「フォルダウォッチ」「ToDoバンク」など日々の業務に役立つ機能が充実している。
- 複数のメールアドレスの使い分けを細かく設定できる。
- 付属のメール変換ツールで他社製メールソフトからデータを引き継いでの移行が容易。
- 付属のユーザー管理ツールでメールデータや設定のバックアップやリストアを容易に行える。
- 独自のHTMLレンダリングエンジンにより、プレビュー時のウイルス感染などのリスクが低い。
- メールデータ、アドレス帳データを暗号化して保存できるなどセキュリティ性能が高い。
- 一括導入や集中管理などに適した法人向け仕様が存在する。

### 短所
- ルック＆フィール等がやや独特（メールの「件名」は「見出し」と表示されるなど）。
- 独自のレンダリングエンジンでは正しく表示できないHTML電子メールがある。（2010以降はInternet Explorerのエンジンと切り替える事で対処可能）
- メール変換ツールの開発が遅れがちである。(Mozilla Thunderbird 3.0以降、Outlook 2016／2013／2010、Windows Live メールに対応していない)
- 検索が終了するか中止操作を行うまで結果が表示されない検索機能。
- メールの送受信中は行えない操作がある。